# 강원도 (일제강점기)

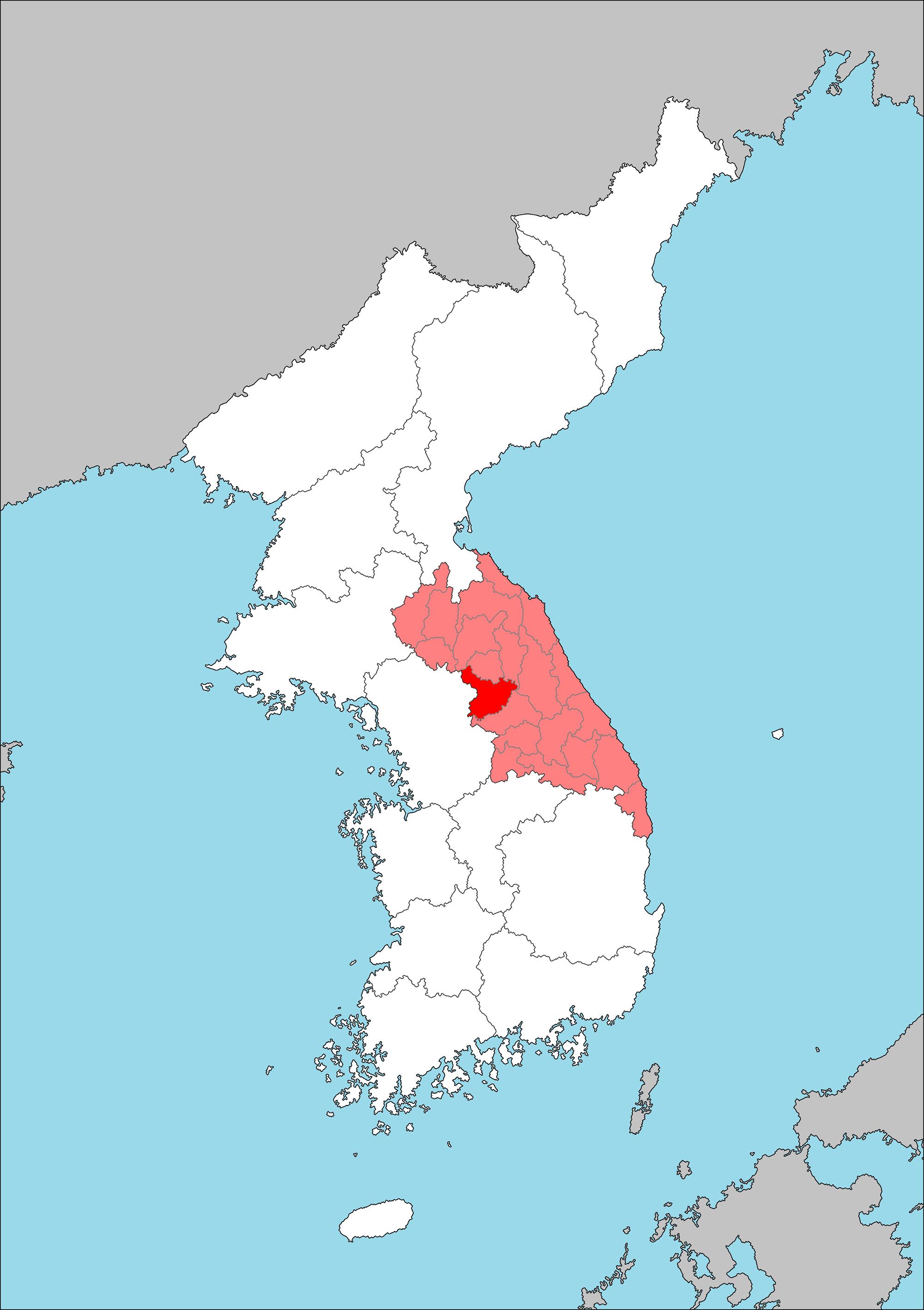
1945년의 강원도.

강원도(江原道, 일본어: 江原道, こうげんどう 고겐도[*])는 일제강점기였던 1910년부터 1945년까지 존재했던 행정 구역 가운데 하나로 도청 소재지는 춘천군이며 면적은 26,262.99km2(1940년 당시 기준), 인구는 1,858,230명(1944년 당시 기준), 인구 밀도는 70.8명/km2이다. 현재의 대한민국의 강원도와 경상북도 울진군, 조선민주주의인민공화국의 강원도에 걸쳐 있었으며 21개 군을 관할했다.

## 인구
| 연도   | 인구        | 인구 그래프 | 비고 |
| ------ | ----------- | ----------- | ---- |
| 1925년 | 1,332,352명 |             |      |
| 1930년 | 1,487,715명 |             |      |
| 1935년 | 1,605,274명 |             |      |
| 1940년 | 1,764,649명 |             |      |
| 1944년 | 1,858,230명 |             |      |

1944년(쇼와 19년)에 실시된 인구 조사에서는 다음과 같은 인구가 분포했다.
- 전체 인구: 1,858,230명
  - 일본인: 19,386명
  - 조선인: 1,837,807명
  - 그 외의 민족: 1,037명

## 행정 구역
행정 구역은 1945년(쇼와 20년) 당시를 기준으로 한다.
- 춘천군 (春川郡, 슌센군)
  - 춘천읍(春川邑), 신동면(新東面), 동면(東面), 동산면(東山面), 남면(南面), 서면(西面), 사내면(史內面), 사북면(史北面), 신북면(新北面), 북산면(北山面)
- 인제군 (麟蹄郡, 린테이군)
  - 인제면(麟蹄面), 남면(南面), 북면(北面), 기린면(麒麟面), 서화면(瑞和面), 내면(內面)
- 양구군 (楊口郡, 요코군)
  - 양구면(楊口面), 북면(北面), 남면(南面), 방산면(方山面), 해안면(亥安面), 동면(東面), 수입면(水入面)
- 회양군 (淮陽郡, 가이요군)
  - 회양면(淮陽面), 상북면(上北面), 하북면(下北面), 난곡면(蘭谷面), 사동면(泗東面), 안풍면(安豊面), 내금강면(内金剛面)
- 통천군 (通川郡, 도센군)
  - 고저읍(高底邑), 통천면(通川面), 송전면(松田面), 학일면(鶴一面), 흡곡면(歙谷面), 벽양면(碧養面), 임남면(臨南面)
- 고성군 (高城郡, 고조군)
  - 고성읍(高城邑), 장전읍(長箭邑), 간성면(杆城面), 거진면(巨津面), 현내면(縣內面), 수동면(水洞面), 외금강면(外金剛面), 서면(西面)
- 양양군 (襄陽郡, 조요군)
  - 속초읍(束草邑), 양양면(襄陽面), 강현면(降峴面), 토성면(土城面), 죽왕면(竹旺面), 서면(西面), 손양면(巽陽面), 현북면(縣北面), 현남면(縣南面)
- 강릉군 (江陵郡, 고료군)
  - 강릉읍(江陵邑), 주문진읍(注文津邑), 묵호읍(墨湖邑), 성산면(城山面), 경포면(鏡浦面), 사천면(沙川面), 연곡면(連谷面), 성덕면(城德面), 강동면(江東面), 구정면(邱井面), 왕산면(旺山面), 옥계면(玉溪面)
- 삼척군 (三陟郡, 산초쿠군)
  - 삼척읍(三陟邑), 북평읍(北坪邑), 근덕면(近德面), 원덕면(遠德面), 상장면(上長面), 하장면(下長面), 소달면(所達面), 노곡면(蘆谷面), 미로면(未老面)
- 울진군 (蔚珍郡, 우쓰친군)
  - 울진면(蔚珍面), 북면(北面), 서면(西面), 근남면(近南面), 원남면(遠南面), 기성면(箕城面), 평해면(平海面), 온정면(溫井面)
- 정선군 (旌善郡, 세이젠군)
  - 정선면(旌善面), 동면(東面), 남면(南面), 북면(北面), 임계면(臨溪面), 신동면(新東面)
- 평창군 (平昌郡, 헤이쇼군)
  - 평창면(平昌面), 미탄면(美灘面), 방림면(芳林面), 대화면(大和面), 봉평면(蓬坪面), 진부면(珍富面), 도암면(道岩面)
- 영월군 (寧越郡, 네이에쓰군)
  - 영월면(寧越面), 하동면(下東面), 상동면(上東面), 북면(北面), 서면(西面), 남면(南面), 주천면(酒泉面), 수주면(水周面)
- 원주군 (原州郡, 겐슈군)
  - 원주읍(原州邑), 소초면(所草面), 호저면(好楮面), 지정면(地正面), 문막면(文幕面), 부론면(富論面), 귀래면(貴來面), 흥업면(興業面), 판부면(板富面), 신림면(神林面)
- 횡성군 (橫城郡, 오조군)
  - 횡성면(橫城面), 우천면(隅川面), 안흥면(安興面), 둔내면(屯內面), 갑천면(甲川面), 청일면(晴日面), 공근면(公根面), 서원면(書院面)
- 홍천군 (洪川郡, 고센군)
  - 홍천면(洪川面), 화촌면(化村面), 두촌면(斗村面), 내촌면(乃村面), 서석면(瑞石面), 동면(東面), 남면(南面), 서면(西面), 북방면(北方面)
- 화천군 (華川郡, 가센군)
  - 화천면(華川面), 간동면(看東面), 하남면(下南面), 상서면(上西面)
- 김화군 (金化郡, 긴카군)
  - 김화읍(金化邑), 근남면(近南面), 서면(西面), 근동면(近東面), 근북면(近北面), 원동면(遠東面), 원남면(遠南面), 임남면(任南面), 금성면(金城面), 원북면(遠北面), 창도면(昌道面), 통구면(通口面)
- 철원군 (鐵原郡, 데쓰겐군)
  - 철원읍(鐵原邑), 동송면(東松面), 갈말면(葛末面), 어운면(於雲面), 묘장면(畝長面), 신서면(新西面), 인목면(寅目面), 북면(北面), 내문면(乃文面), 마장면(馬場面)
- 평강군 (平康郡, 헤이코군)
  - 평강읍(平康邑), 남면(南面), 현내면(縣內面), 서면(西面), 목전면(木田面), 유진면(楡津面), 세포면(洗浦面)
- 이천군 (伊川郡, 이센군)
  - 이천면(伊川面), 용포면(龍浦面), 동면(東面), 안협면(安峽面), 서면(西面), 학봉면(鶴鳳面), 산내면(山內面), 낙양면(樂壤面), 판교면(板橋面), 방장면(方丈面), 웅탄면(熊灘面)

## 역대 도지사
| 호적   | 이름          | 한자 표기 | 취임             | 퇴임             | 비고                            |
| ------ | ------------- | --------- | ---------------- | ---------------- | ------------------------------- |
| 조선인 | 이규완        | 李圭完    | 1910년 10월 1일  | 1918년 9월 23일  | 강원도 장관                     |
| 조선인 | 원응상        | 元應常    | 1918년 9월 23일  | 1921년 8월 5일   | 장관, 1919년 8월부터 강원도지사 |
| 조선인 | 신석린        | 申錫麟    | 1921년 8월 5일   | 1923년 2월 26일  |                                 |
| 조선인 | 윤갑병        | 尹甲炳    | 1923년 2월 26일  | 1924년 12월 1일  |                                 |
| 조선인 | 박영철        | 朴榮喆    | 1924년 12월 1일  | 1926년 8월 14일  |                                 |
| 조선인 | 박상준        | 朴相駿    | 1926년 8월 14일  | 1927년 5월 18일  |                                 |
| 조선인 | 유성준        | 兪星濬    | 1927년 5월 18일  | 1929년 11월 28일 |                                 |
| 조선인 | 이범익        | 李範益    | 1929년 11월 28일 | 1935년 4월 1일   |                                 |
| 조선인 | 손영목        | 孫永穆    | 1935년 4월 1일   | 1937년 4월 1일   |                                 |
| 조선인 | 김시권        | 金時權    | 1937년 4월 1일   | 1939년 5월 17일  |                                 |
| 조선인 | 윤태빈        | 尹泰彬    | 1939년 5월 17일  | 1940년 9월 2일   |                                 |
| 내지인 | 다카오 진조   | 高尾 甚造 | 1940년 9월 2일   | 1941년 11월 19일 |                                 |
| 내지인 | 야규 시게오   | 柳生 繁雄 | 1941년 11월 19일 | 1943년 12월 1일  |                                 |
| 조선인 | 나카하라 고준 | 中原 鴻洵 | 1943년 12월 1일  | 1945년 6월 16일  | 유홍순(劉鴻洵)에서 개명         |
| 조선인 | 손영목        | 孫永穆    | 1945년 6월 16일  | 1945년 8월 15일  | 광복                            |

## 같이 보기
- 한국의 행정 구역